# ドゴン族の神話
ドゴン族の神話（ドゴンぞくのしんわ）ではマリ共和国のドゴン族に伝わる神話を解説する。
ドゴン族はニジェール川流域のバンディアガラの断崖において農耕を営む。その独自の文化、社会制度、木工彫刻には神話の存在が強い影響を与えている。

## 神話の性質

### ドゴン族の社会

ドゴン族
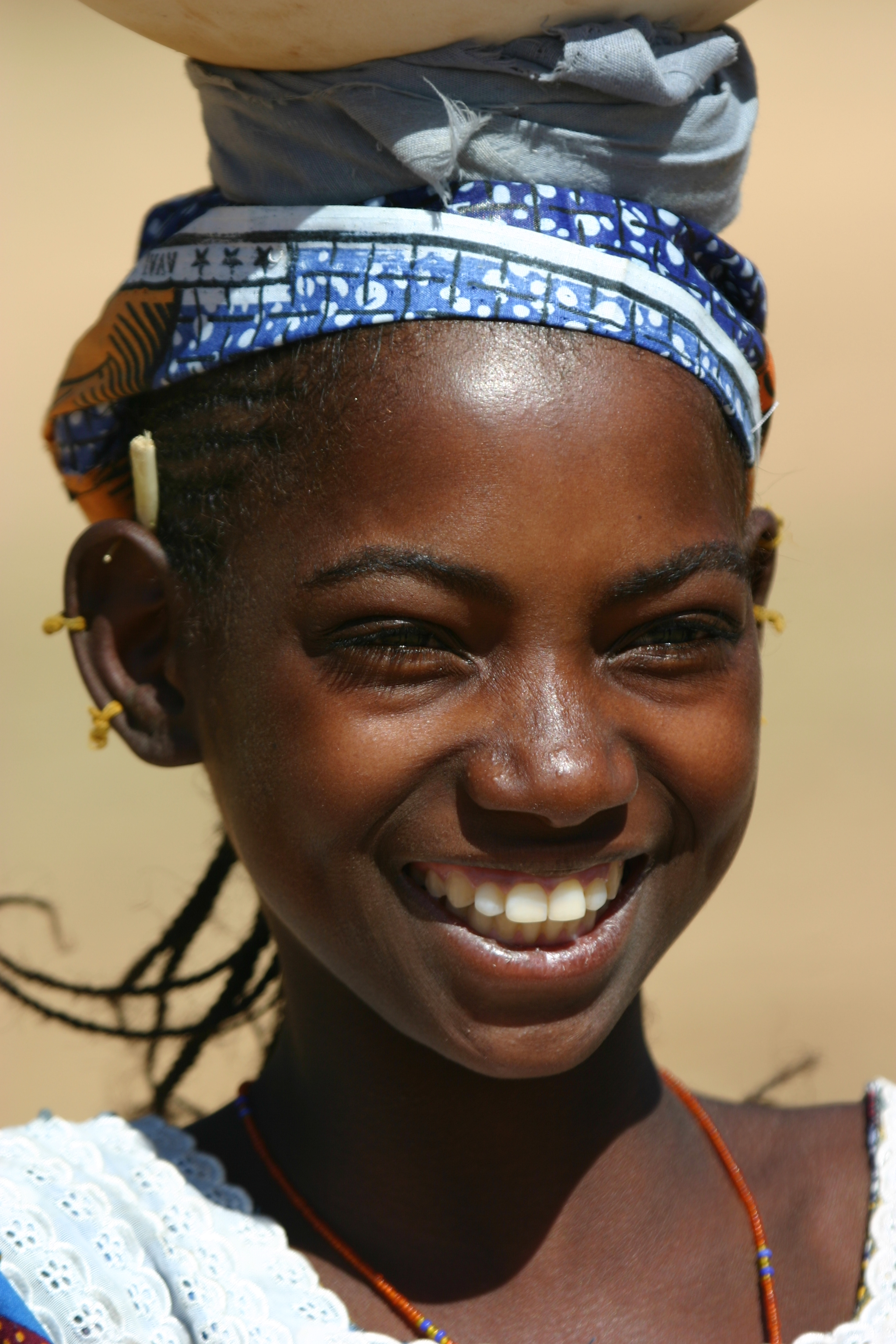
ドゴン族の少女
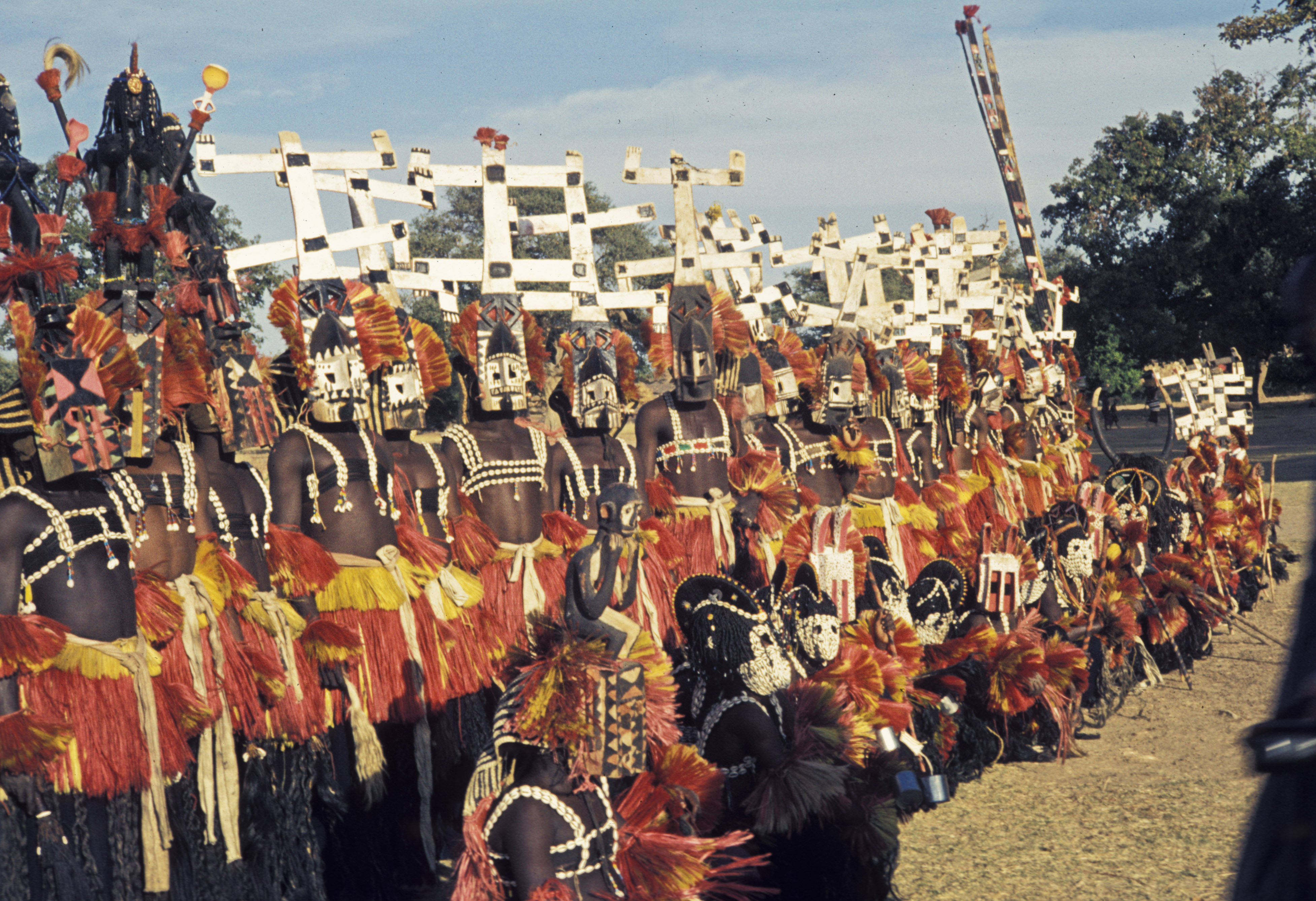
祭りの装束
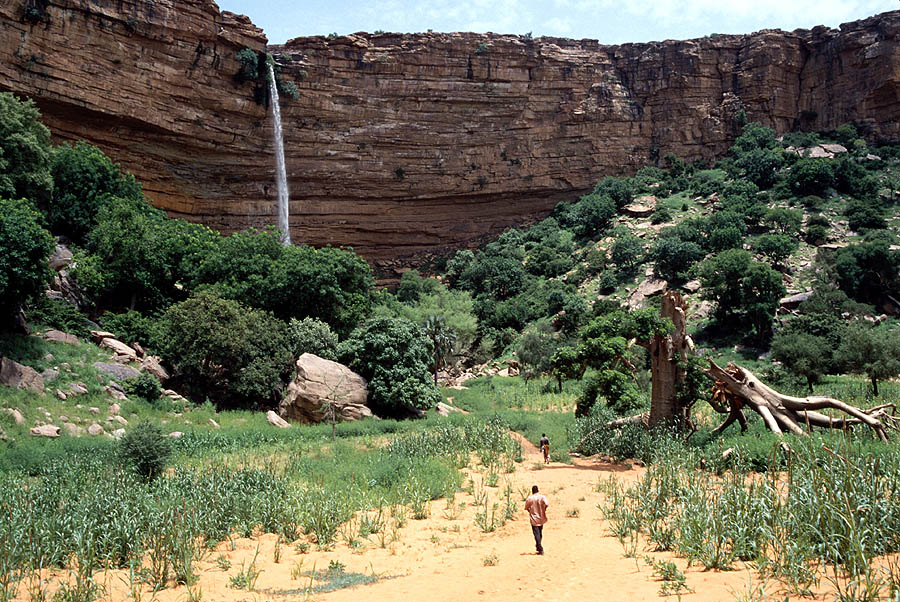
バンディアガラ断崖
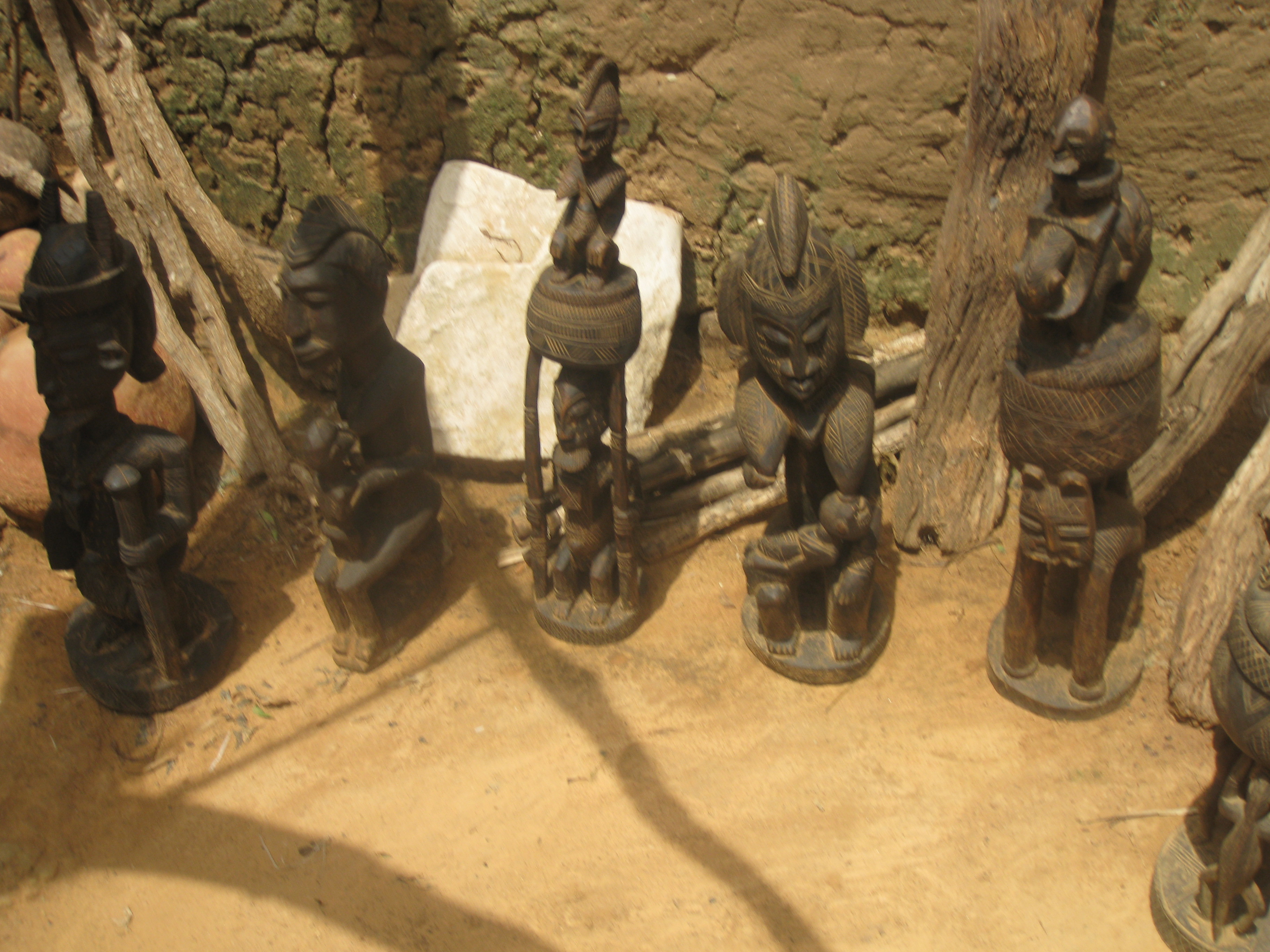
ドゴン族の彫像

ドゴン族は共通の祖先と持つとされる「大家族」が最小の集団の単位となっている。その大家族は最年長の男が長となる。ただし、長であっても家長権ほどの強大な権力はなく、集団の代表者で、大家族の運営も他の長老との合議でなされる。そして、祖先を祀る神話の領域では絶対的な上位者となる。特に大地の祭祀としての役割は、他の民族やイスラム教徒に追いやられてバンディアガラに逃げ込んだドゴン族にとって、この痩せた土地に恵みをもたらす長は必要不可欠のもとされた。これら大家族が集まり、ドゴン族の村を形成される。村の上位のコミュニティとしては、村が集合した「地方」が5つほど存在するが、それより上位の一つにまとまった「国」に当たる存在はドゴン族には存在しない。その各地方はそれぞれホゴンと呼ばれる宗教上の長に指導され、その権威は神話上の祖先から受け継ぐ父系血縁に裏付けられている。

ドゴンの社会
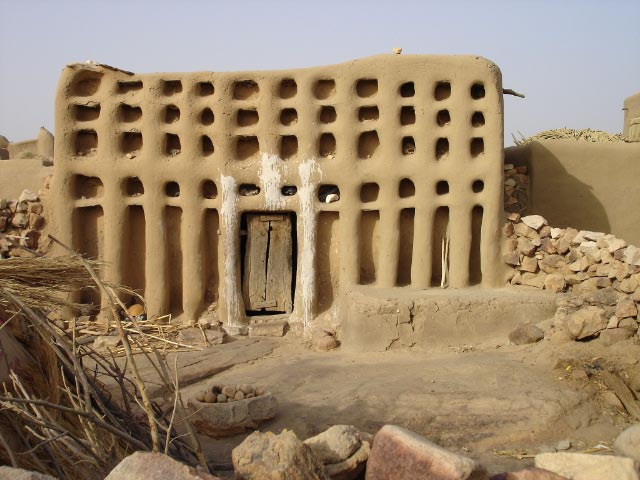
ホゴンの住居
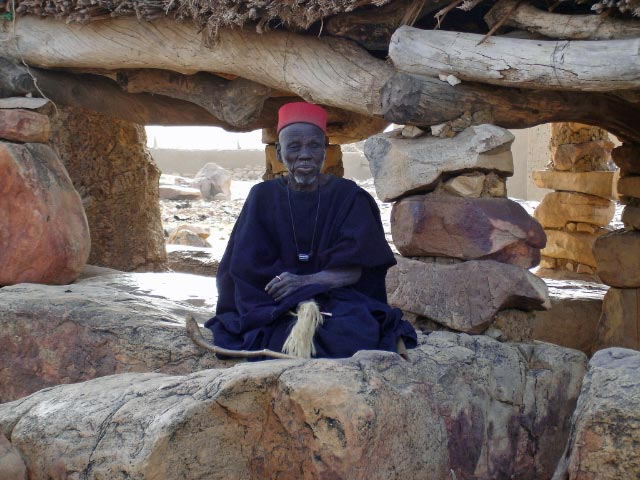
ホゴンの老人
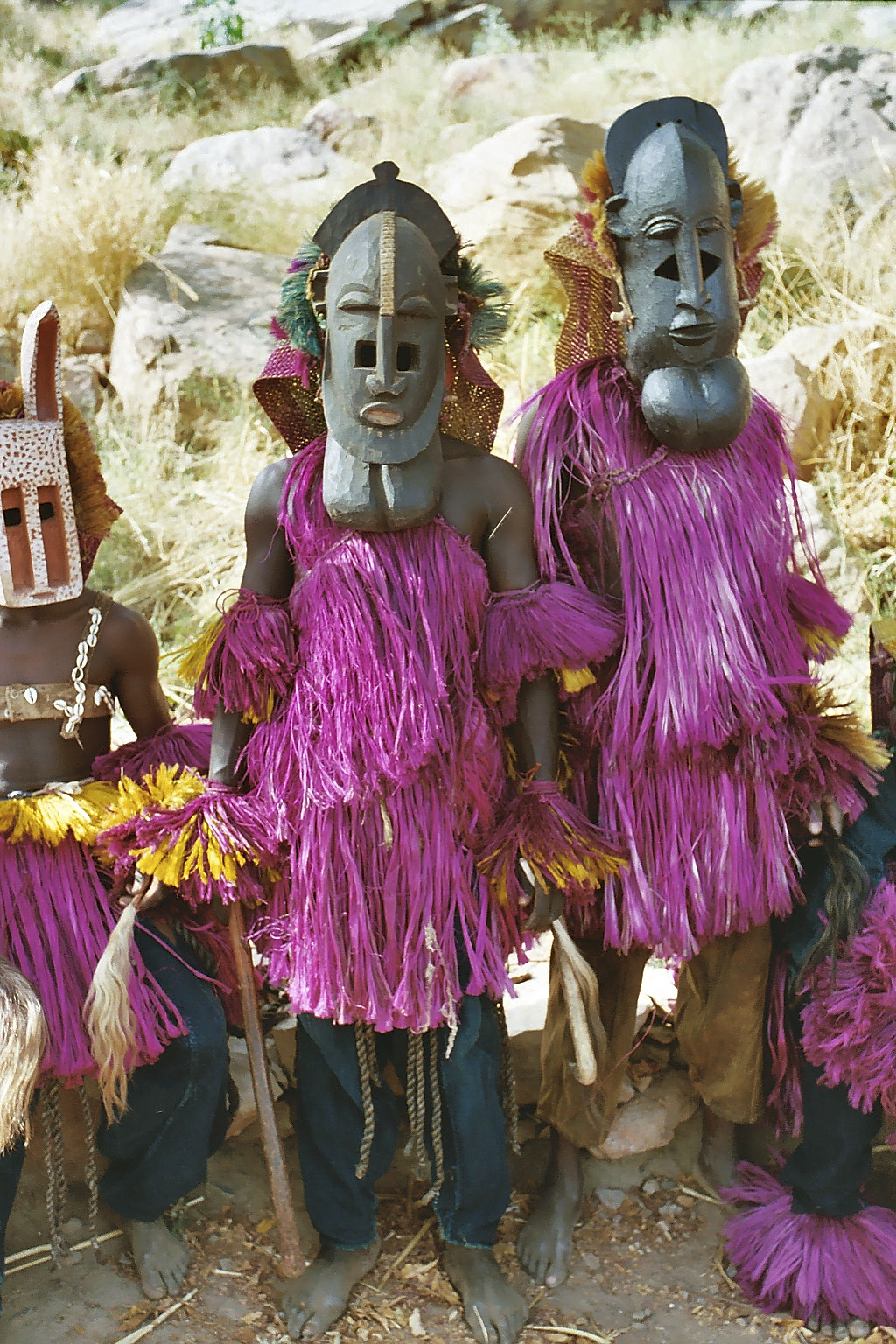
伝統的なマスク
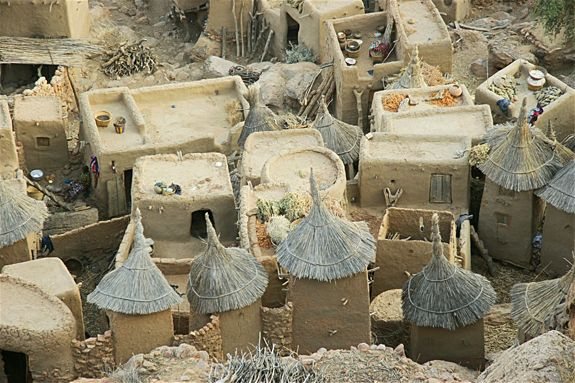
一般的な村の外観

### 神話の多様性
ドゴン族の神話が外部に紹介されるようになったのは20世紀に入ってからであり、フランスのマルセル・グリオールらの研究者が『水の神 - ドゴン族の神話的世界(1948年)』を始めとするその研究の成果を発表した。ドイツの民族学者イエンゼンは、農耕民族には天上から穀物を運びだして農業を始めた神話が多いことに着目し、特にドゴン族の神話はそれを代表するものとして発表した。だが、彼らの採集した神話もドゴン族に伝わる神話をすべて網羅したわけではなく、グリオール自身も「20年間の研究をもってしても、ドゴンの神話の広がりをまとめあげることができなかった」と言葉を残している。採集を進められた現在に至っても、異なる内容の神話が発見されている。その背景にはドゴン族固有の「地方」と「父系血縁集団」が影響している。ドゴン族の神話は口述で伝えられているが、長以外に神話の全てが伝えられることはなく、また血縁集団ごとに伝えられる神話も異なる。さらに宗教結社への所属の有無、各世代、営む職業によっても伝えられる内容は分けられる上、ドゴン族は大家族ごとに分散する性質を持つので暮らす地域によっても内容は異なる。

### 神話の共通内容
以上のように千差万別のドゴン神話だが、神話の断片から人類学者はある程度の共通項目を見い出している。ほとんどのドゴンの族の神話には以下の要素が入る。
- 創造神アンマによる宇宙の創世
- 最初の意思持つ存在ユルグによる反逆
- ユルグと自らを生み出した大地との交わり
- その近親相姦により穢れた大地
- アンマによる4組8人の人間の創造
- 天上から8種類の穀物をもって、地上に下りる人間たち
- 人間が穀物を育てることで浄化されていく大地

特に現在のドゴン族の骨格をなす四組の父系血縁集団は神話に必ず登場し、その血筋を引くそれぞれの集団の宗教的権威を高めている。次項では実際の神話で主だった部分を、参考文献に従い紹介する。

## 創世神話

### 天地創造
はじまりの世界には宇宙すらなく、天の創造神アンマのみが存在していた。アンマは言葉から宇宙を生み 、次に2つの白熱する壺を創ると、赤い銅の螺旋を巻きつけて太陽とし、より小さな壺には真鍮を巻きつけて月とした。天に掲げられた太陽は一部が砕け、その破片は星となった。空を満たしたアンマは、次に粘土から女の姿をした大地を創り上げると、それを妻とした。大地は生殖器としての蟻塚と、陰核としての白蟻の巣を身に宿していた。アンマは大地と交わり創世を続けようとしたが、その時、白蟻の巣がアンマを拒み交わりは困難となった。そのため、アンマは白蟻の巣を切り落とした。だが、この時になされた不完全な交わりはユルグを生む。ユルグは金狼の姿をした子で、男の魂しかもたない単性の存在だった。アンマは次に大地に雨を降らせて双子の精霊ノンモを生み出した。ノンモは自らを生み出した神の種子、すなわち水でできた存在で、緑色の毛をまとい、植物の未来を予言した。ノンモは母である大地に繊維を織った衣を着せた。だが、先に生まれた子、双子ではなく両性でもない孤独なユルグは妻を求め、その衣を剥がして母と交わってしまう。この近親相姦により、大地には月経の血が流れ、不浄な存在となり地上から秩序が失われた。ユルグは交わりによって言葉を得て、「夜、乾燥、不毛、無秩序、死」の領域を支配する存在となり、母との間に生まれたイエバン、その子アンドゥンブルと共に藪に潜むジャッカルとなった。一方、ノンモは「昼、湿気、豊穣、秩序、生」の領域を支配する水と言葉の存在となり、アンマに代わって天地の管理を行うようになる。

### 人間
創造神アンマは不浄と化した大地から遠ざかり、粘土から人間の創造を始める。アンマが最初に創りだした人間は両性具有の性質をもっていたが、割礼を与えて性の識別を行った。結果、男女各4人からなる8人が生まれた。彼らはそれぞれ10の子供を得て数を80人に増やす。この時期の人間には死の概念がなく、老いた最初の人間は大地の子宮である蟻塚に戻されて、ノンモの力によって精霊となって天に昇った。こうして精霊となった8精霊と人間の子からなる8家族は、天上で神から8種類の穀物を与えられて暮らしていたが、全ての穀物を食べてしまうと、やがて与えられていなかった生命の最初の胚種「フォニオ（最も小さい種子の意）」まで口にしてしまう。決まりごとを破った8家族はアンマとノンモを恐れ、相談の末、天からの逃亡を決めた。最初に長子の一家が行動を起こす。巨大な駕籠に天上の土を厚く塗り固めて方舟をつくると、天の8つの穀物を始めとするありとあらゆる魚、家畜、鳥、野獣、植物、虫を詰め込んだ。天から持ち去る品々を入れ終わると、長子は屋根に糸巻き棒を突き立てて、矢に糸を結びつけてから天蓋に放った。矢は天蓋に深々と突き刺さり、糸を伝って方舟が地上へ降りていく支度が整う。だが長子はそれだけでは満足せず、天上の鍛冶職人でもあったノンモの作業場に忍びこんだ。目的は鍛冶道具一式と熱源として使われる太陽の欠片（火）だった。太陽の欠片は灼熱を放っていたが、長子は二股の杖を用いてそれを持ち去ると、自らの方舟に隠した。全ての準備を整えた長子とその家族はついに降下を開始する。虹の曲線に沿い、回りながら建物は降りていく。だが、その途中にノンモが強奪と逃亡を知った。ノンモは天から長子の家族へと雷を落とす。落雷に打ち据えられた衝撃は凄まじく、長子たちの手足はあちこちが折れ曲がってしまった。それでも方舟は降下を続け、大地に到達する。だが地に降りるその振動により、乗っていた人間や積んでいた動植物は世界のあらゆる場所に放り投げられ、拡散した。その一方で、ノンモの雷撃を受けて折れ曲がった体は新たな関節となり、初めて人間の体は鍛冶や農作業に従事できるようになった。続けて残る7家族も相次いで降下し、ドゴン族を代表する8家族が地上での生活が始まる。その際、最後の8番目に降りたレーベ・セルは、自らの死をもってユルグに穢された大地を浄化した。これは人の最初の死とされ、その後、レーベは地上にヘビの姿のノンモとして転生した。レーベの死と転生に至る一連の流れは、植物の死と再生（特に小麦）の象徴とされている。

### ユルグとノンモ
4家族が地上に降りる前、地上はユルグの支配する領域となっていた。地上は穢れ果て、闇と乾き、そして死に満ちていた。だが、ノンモの化身である8家族の精霊が降り立ったことで闇は払われ、天の土から作られた方舟は穢れ無き大地として8つの穀物を育む新天地となった。天の領域以外ではユルグはなおも強大であったが、7番目の子孫の時代、ノンモの一人が蟻を通じて人々に「第2の言葉」を授けると、人間はユルグの支配を打ち破れるようになり、ユルグは支配の力を大きく喪失した。農耕による大地の浄化に伴って広がるノンモの領域において、ユルグに残された力は「世界の秘密の暴露」のみとなる。ノンモの制約の下では、ユルグは人間へ世界の全貌を伝える預言者だった。そのため、ドゴン族の行う占いではユルグに問いかけを行い、ノンモの守護のもとその言葉を受け取る。不完全で無秩序なユルグがノンモの制御を受けて人に恵みをもたらすという形は、占いだけに限らない。植物の死と再生を繰り返す農耕においても、それぞれを象徴するユルグとノンモは共に欠かすことはできないとされている。そのためドゴン神話では、世界の正常な運行のために両者とも必要不可欠な存在と扱われている。

## 異伝
ドゴン族の神話に度々登場する存在として『世界の卵』という概念がある。ここでは、世界の卵が登場する神話を紹介する。また、「シリウス」の節においては、マルセル・グリオールが1950年にジェルメーヌ・ディテルランとの共著でアフリカ学協会ジャーナル誌に掲載し、センセーションを引き起こした研究論文『スーダン原住民の伝承によるシリウス星系』のドゴン族の宇宙観について解説する。

### 世界の卵
宇宙を作り終えたアンマが次に創造したものは、キゼ・ウジ（『最小のもの』の意）であった。キゼ・ウジは最初の生命であり、ポーという穀物の種子となる。キゼ・ウジは神の手で揺さぶられ、揺れ幅は次第に大きくなっていった。アンマが7度目に振動させた時、キゼ・ウジは『世界の卵』を生む。世界の卵は原初の子宮であり、アンマ以外で初めて人格のある2組のノンモがその胎盤に宿っていた。双子にはそれぞれ片方に男の魂が、もう片方に女性の魂が入り、同時に生まれて両性のバランスを保つものとされていた。だが、男の魂を持つユルグという名のノンモがアンマの意思に反して先に生まれると、神の穀物ポーとそれが生み出した7種類の穀物を盗みだした。さらに胎盤を千切りとると、それを方舟として宇宙へと旅だっていった。しかし、ユルグは不完全な単性の存在であり、孤独に苛まれて自分自身の魂でもある双子の妹、ヤシギを求めて世界の卵に戻ってくる。だが、アンマはそれを許さず、ヤシギをもう一組の双子の元へ隠してユルグを永遠に自らの半身を求める満たされぬ存在とした。ユルグはヤシギを得られぬまま世界の卵を再び去る。ユルグは代わりに胎盤を大地へと変えると、自らを生み出した胎盤からなる大地と交わるという禁忌を犯した。アンマは穢れた大地を浄化するため、未だ胎盤に眠るもう一組のノンモをバラバラに切り落として、大地の四方にまいた。ノンモの体は清浄な水からできており、またその破片には穀物の種子が宿っていた。ノンモから芽生えた植物は次第に大地を満たし、大地の穢れも生い茂る穀物によって払われた。それを見届けたアンマはばらまいたノンモの破片を集め、次に天の土と木を使って形をつくって再びノンモを復活させた。アンマは残された世界の卵の胎盤を使って「方舟」をつくると、復活させた一組のノンモと、新しく創造した4組の人間、そして8種類の穀物を始めとする新天地に必要なもの全てを積込み、地上へと送り出した。方舟の到来とともに地上はノンモの領域となる。大地は正常を取り戻し、人間には豊穣と秩序が与えられた。

### シリウス
マルセル・グリオールはドゴン族の盲目の智者オゴトメリに取材した内容を元に、ジェルメーヌ・ディテルランと共著で『スーダン原住民の伝承によるシリウス星系』を発表した。その研究論文では、天体の運行の秩序はシリウスの三連星のうち、宇宙で最も小さく、それでいて最も重いpō tolo（雑穀のフォニオのことだが、メヒシバ属の学名からディジタリアと呼ばれることもある）がもたらしたというドゴン族の神話を紹介している。ヨーロッパにおいてシリウスが連星であるとの説を最初に唱えたのはドイツの天文学者フリードリヒ・ヴィルヘルム・ベッセルで1844年のことであり、シリウスBの姿を最初に観測したのはアメリカの望遠鏡製作者アルヴァン・グラハム・クラークで1862年のことであるから、グリオールはドゴン族の宇宙に関する知識は西洋のそれと同様に高度であると訴えた。加えて、神話は木星には四つの衛星があると言及し、また土星にリングがあることを言い当てていると紹介している。
だが、グリオールの訴えは受け入れられなかった。グリオールがドゴン族と接触する前の1920年代に宣教師がドゴン族と接触している事実と、その当時は三連星説が主流であったことから疑念をもたれる。1915年にアメリカのウォルター・シドニー・アダムズがシリウスBのスペクトル撮影に成功してシリウスBが「小さく」「重い」白色矮星であることを証明しており、報道によってシリウスの連星は広く知られている素地もあった。また、シリウスが登場する神話はドゴン族の小さな集団にしかなく、シリウスの連星に触れる神話はグリオールの取り上げたオゴトメリのものしかなかった。さらにシリウスの連星に触れる神話の存在が確認されたのは1946年以降の調査のみであることから、1920年代以降に西洋からもたらされたシリウスの連星の情報が神話に取り入れられた可能性が高いと考えられている。その後もグリオールら人類学者、オーパーツへの興味を持つ者たちが神話の採集を続けたが、グリオールの考えを裏付ける新たな神話は見つかっていない。11年間、ドゴン族と生活を共にしたベルギーのワルター・ヴァン・ビーク、同じく10年間神話の採集をしたジャッキー・ボウジョは「存在しない」と結論づけている。

## 神話と生活習慣
ここでは神話と関連するドゴン族の生活習慣を解説する。

### 農耕

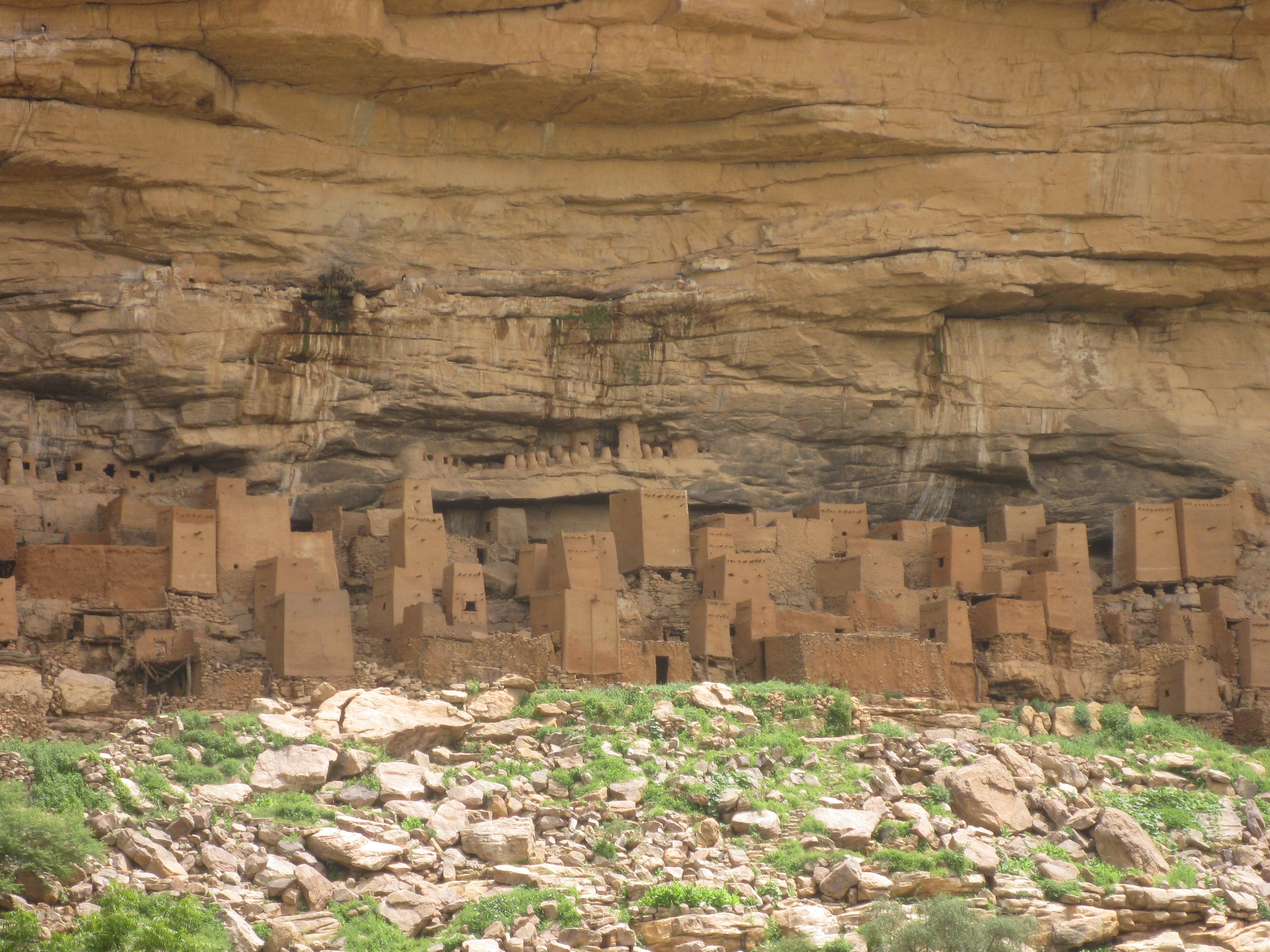
古代ドゴン族の住居

ドゴン族が本拠地を置くバンディアガラの断崖は、スーダンの征服者に追われてたどり着いた天然の要害となっており、ドゴン族はこの閉ざされた地方で農耕を行って生活してきた。生活の基盤は焼畑農業で、主な作物はアワやコウリャン。しかし断崖の傍だけに耕地面積は狭く、耕作地を求めて縄梯子を必要とするような山肌にも畑を広げている。その旺盛な開墾には神話の裏付けがあり、神の作物で浄化された大地は再び創造神アンマの妻に相応しい姿を取り戻すとされている。移動しての焼畑農業は土地の貧しさから必須の農法であると同時に、彼らにとって宗教的な活動ともいえる。

### 部族

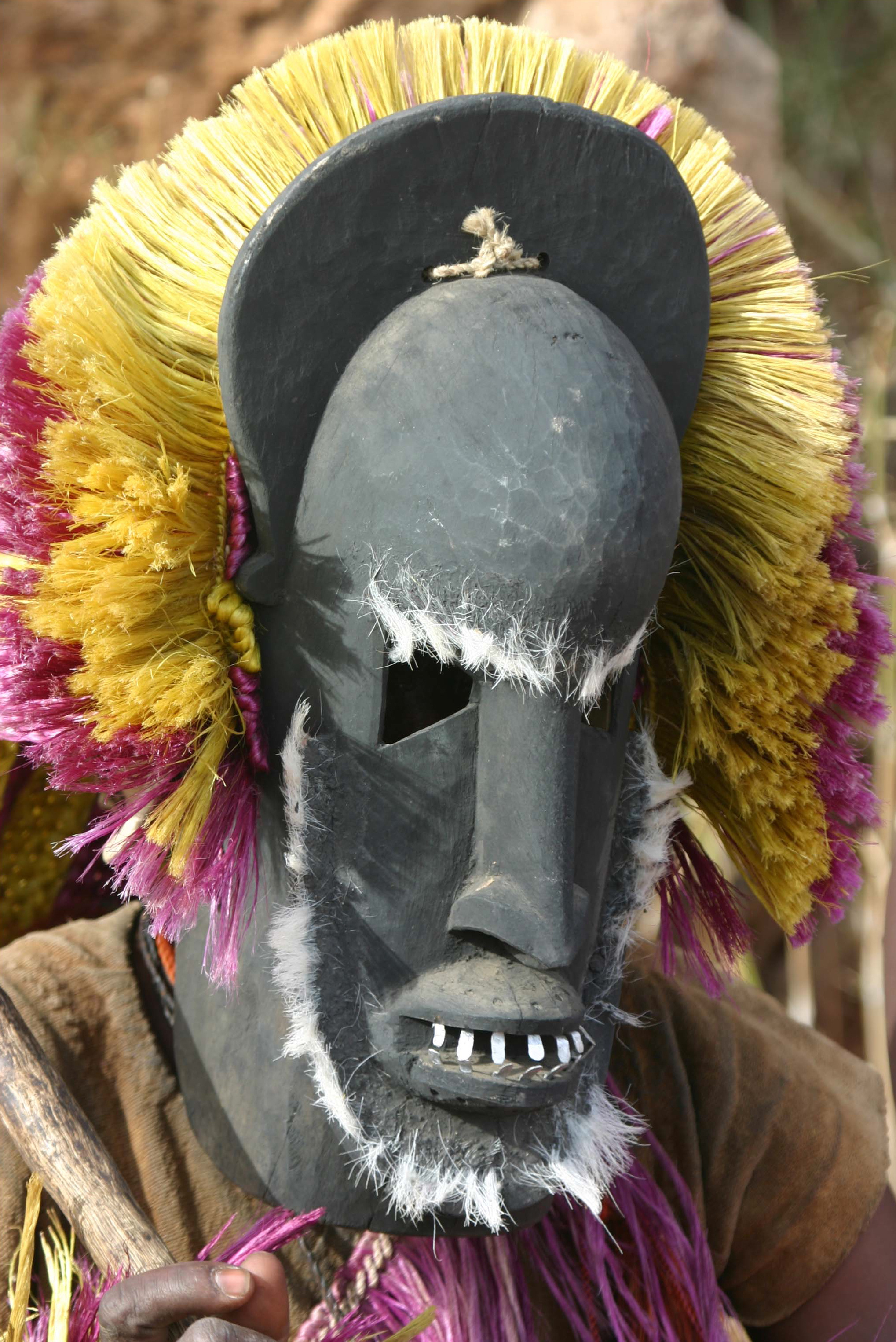
祖霊を表す仮面

最初の8人がそれぞれ4組の夫婦となり、それがドゴン族を代表する4つの部族の元となっている。4組の夫婦のうち男のみの名が残り、ビヌ・セルを祖先とするオノ氏族、アンマ・セルを祖先とするディオン氏族、ディオング・セルを祖先とするドムノ氏族、レーベ・セルを祖先とするアルー氏族にわかれる。それぞれに対応する方角と元素が存在する。部族のうち、レーベ・セルの子孫に最も力があるとされ、60年に一度行われるシギの祭りではレーベが転生した姿である蛇の仮面が使われる。
| 始祖             | 部族     | 方位 | 元素 |
| ---------------- | -------- | ---- | ---- |
| ビヌ・セル       | オノ     | 東   | 水   |
| アンマ・セル     | ディオン | 西   | 空気 |
| ディオング・セル | ドムノ   | 南   | 火   |
| レーベ・セル     | アルー   | 北   | 大地 |

この四部族に加え、職業集団として「商業・手工業」「農耕」「占い・医療・商業」の3種のどれかにドゴン族は属する。
なおドゴン族において、「4」とは女性を意味する数字であり、「3」は男性を意味する数字となる。この数を合わせた「7つ」は人間個人を象徴する数字となる。他に重要な数字としては「22」もあげられる。

### 割礼と生理

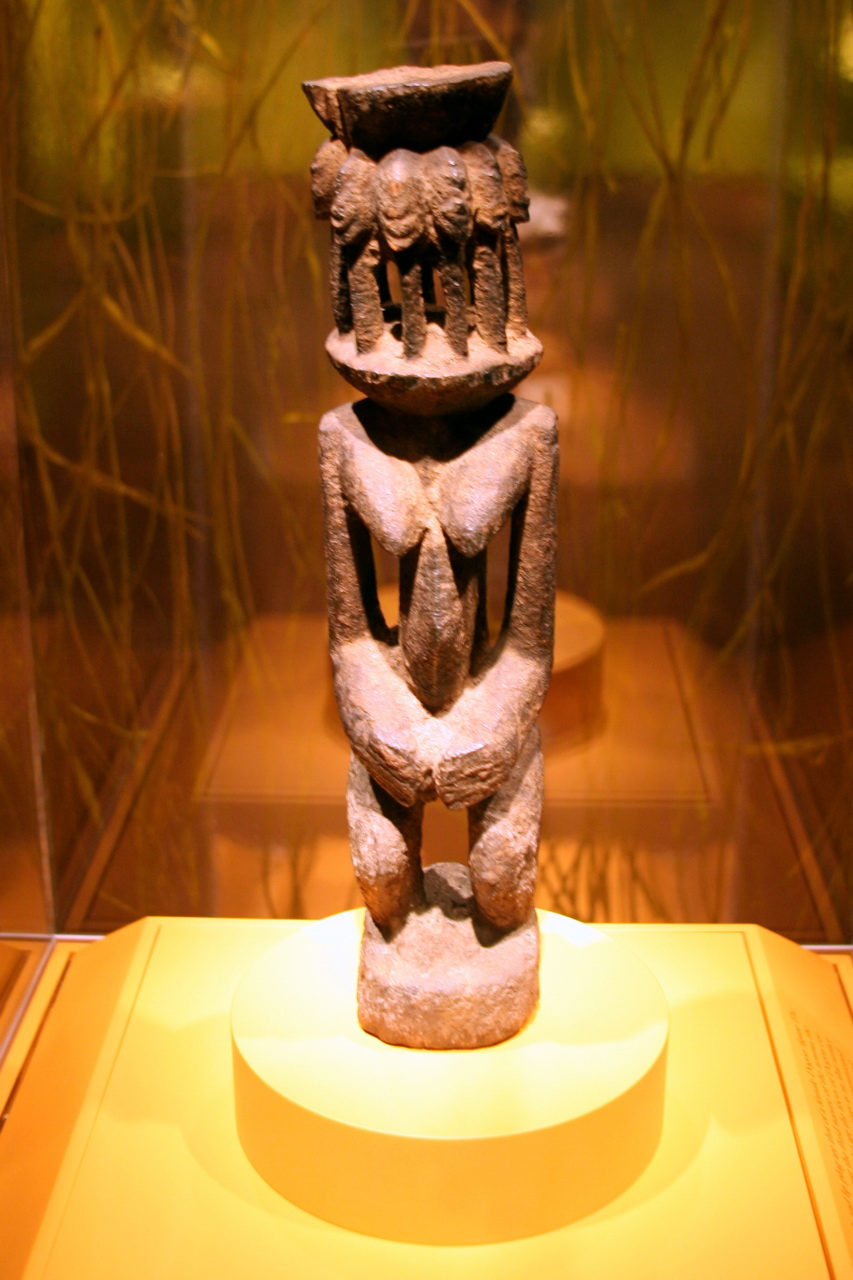
ドゴン族の女性像

ドゴン族では現在も男女問わず割礼が行われている。神話において、原初の人間が両性をもっていたため神が割礼をして区別したとあり、さらにアンマと大地の性交の際、陰核が邪魔をしたことにより反逆者ユルグが生まれたというエピソードから、割礼は宗教上必要な行為とされている。神話のエピソードでも、割礼前の性交を咎める内容がある。妻が割礼を受ける前に性交して妊娠したことから神の罰を受け、陰核が切れ剥がされて地表に落ちると、それはサソリに変じた。それからサソリは、水と出産時の出血によってつくられる猛毒を持つようになったとしている。
また、生理などの月経の血も不浄として扱い、生理中の女性は家族から離れて暮らす習慣が残っている。ただし、ユルグが大地を犯してノンモが大地に与えた衣を月経の血で染め上げたエピソードにおいて、その衣を後に手に入れた者が大きな力を授かったという逸話があり、同時に呪術的な力が認められている。